# Ноокенский район
Нооке́нский райо́н (кирг. Ноокен району) — административная единица Джалал-Абадской области Кыргызской Республики. Образован в 1935 году. До 1992 года носил название Ленинский район. Административный центр — село Масы.

## География
Район расположен к северо-западу от областного центра Джалал-Абада на границе с Наманганской и Андижанской областями Узбекистана.

## Население
По данным переписи населения Кыргызстана 2009 года, киргизы составляют 81 192 человека из 117 055 жителей района (или 69,4 %), узбеки — 32 702 человек или 27,9 %, уйгуры — 1181 человек или 1,0 %, таджики — 456 человек или 0,4 %, русские — 375 человек или 0,3 %, татары — 313 человек или 0,3 %, турки — 309 человек или 0,3 %.

## Административное деление
В состав района входят 1 город районного значения — Кочкор-Ата и 8 аильных (сельских) округов, в которых расположены 55 сельских населённых пунктов:
1. Аралский аильный аймак: с. Арал (центр), Интернационал, Рассвет, Чертак-Таш, Чёремушки;
2. Бюргендинский аильный аймак: с. Бюргендю (центр), Джаны-Арык, Джениш, Кичи-Бюргендю, Кокандык, Курама, Кызыл-Кыя, Ноошкен, Ууру-Джар;
3. Достукский аильный аймак: с. Шамалды-Сай (центр), Достук, Кудук, Кызыл-Туу, Сары-Камыш, Шынг-Сай;
4. Массынский аильный аймак: с. Массы (центр), Апыртан, Беш-Джыгач, Бёгёт, Кызыл-Туу;
5. Момбековский аильный аймак: с. Момбеково (центр), Бостон, Джазгак, Джаны-Кыштак, Кок-Таш, Кочкор-Ата, Курулуш, Чек;
6. Ноокенский аильный аймак: с. Коминтерн (центр) , Кара-Булак, Им. Кирова, Курулуш, Кызыл-Джылдыз, Параканда, Рахманджан;
7. Сакалдинский аильный аймак: с. Сакалды (центр), Аримджан, Бобуй, Кагазды, Кызыл-Кыргызстан, Чек, Чон-Багыш, Сай-Бою;
8. Шайданский аильный аймак: с. Алма (центр), Бирдик, Джаны-Арык, Джон-Арык, Кёк-Айдар, Тоскоол, Эски-Массы.

Примечание: Майлуу-Суу является городом областного значения Джалал-Абадской области, пгт Кек-Таш и села Сары-Бээ, Когой, Кара-Жыгач включены в состав города Майлуу-Суу.

## Известные уроженцы
- Дооронбек Садырбаев (1939—2008), государственный и общественный деятель, Герой Киргизской Республики.